# Diplomazia delle cannoniere

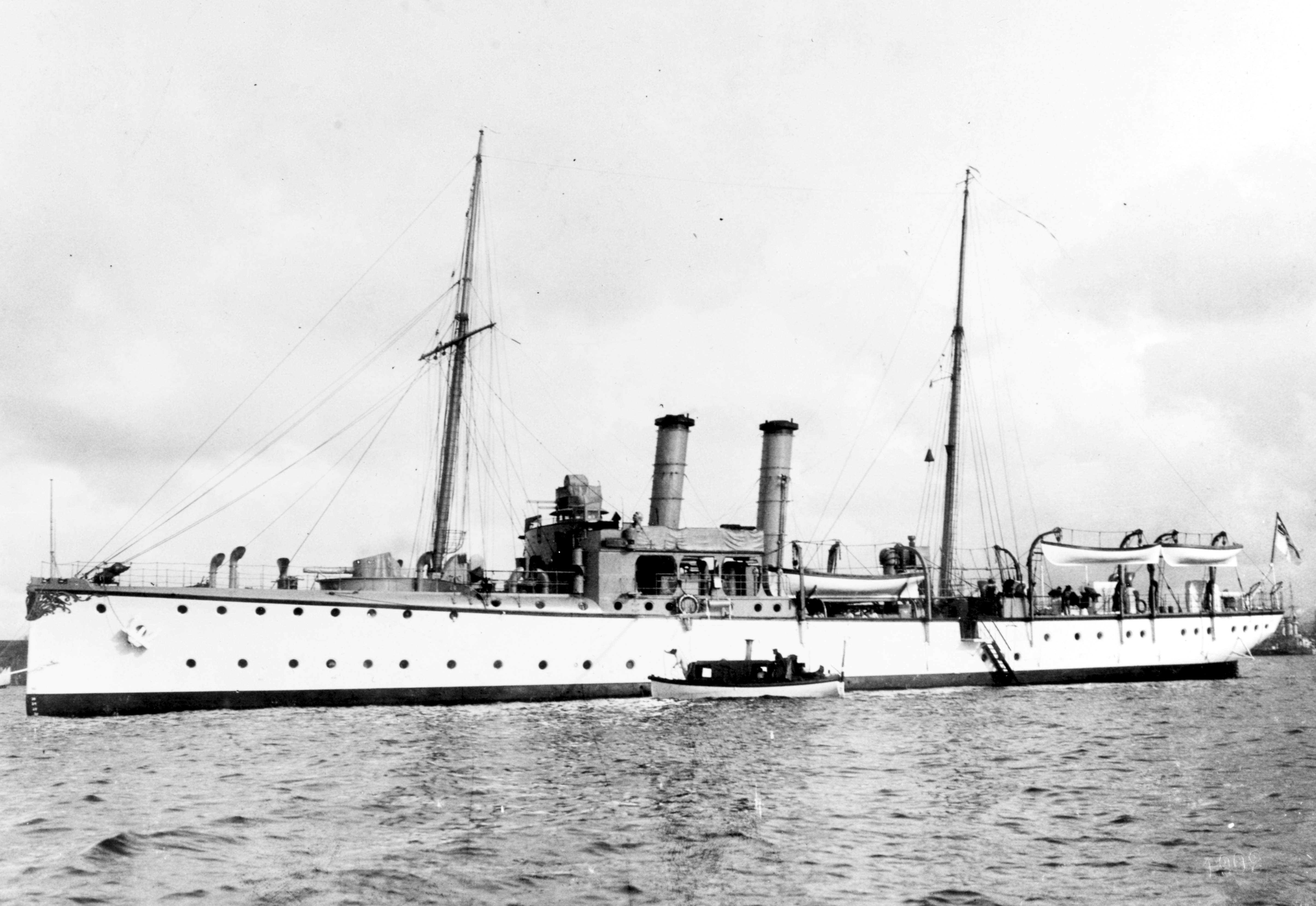
La cannoniera SMS Panther, inviata nel 1911 a sostenere gli interessi prussiani in Marocco nella Crisi di Agadir

Per diplomazia delle cannoniere si intende un'attività di politica estera che implichi dimostrazioni di potenza militare implicando o sottintendendo una minaccia di guerra, se non si dovesse venire ad un accordo.
Un esempio in tal senso è stata ritenuta la politica del grosso bastone di Theodore Roosevelt.

## Storia
L'espressione sarebbe nata nel colonialismo imperialista, in cui le potenze europee intimidirono altri stati nello stringere accordi commerciali o altri trattati mediante la dimostrazione della propria superiorità militare, generalmente inviando una nave militare o flotta di navi militari al largo del paese che si voleva obbligare a stringere un trattato. Un esempio famoso e controverso di diplomazia delle cannoniere fu il caso Don Pacifico nel 1850, in cui il segretario di Stato per gli affari esteri Lord Palmerston inviò uno squadrone della Royal Navy a imporre un blocco navale al Pireo, il porto di Atene, come rappresaglia ai danni subiti dal suddito britannico David Pacifico ad Atene e il fallimento del governo di re Otto di Grecia nel compensarli.

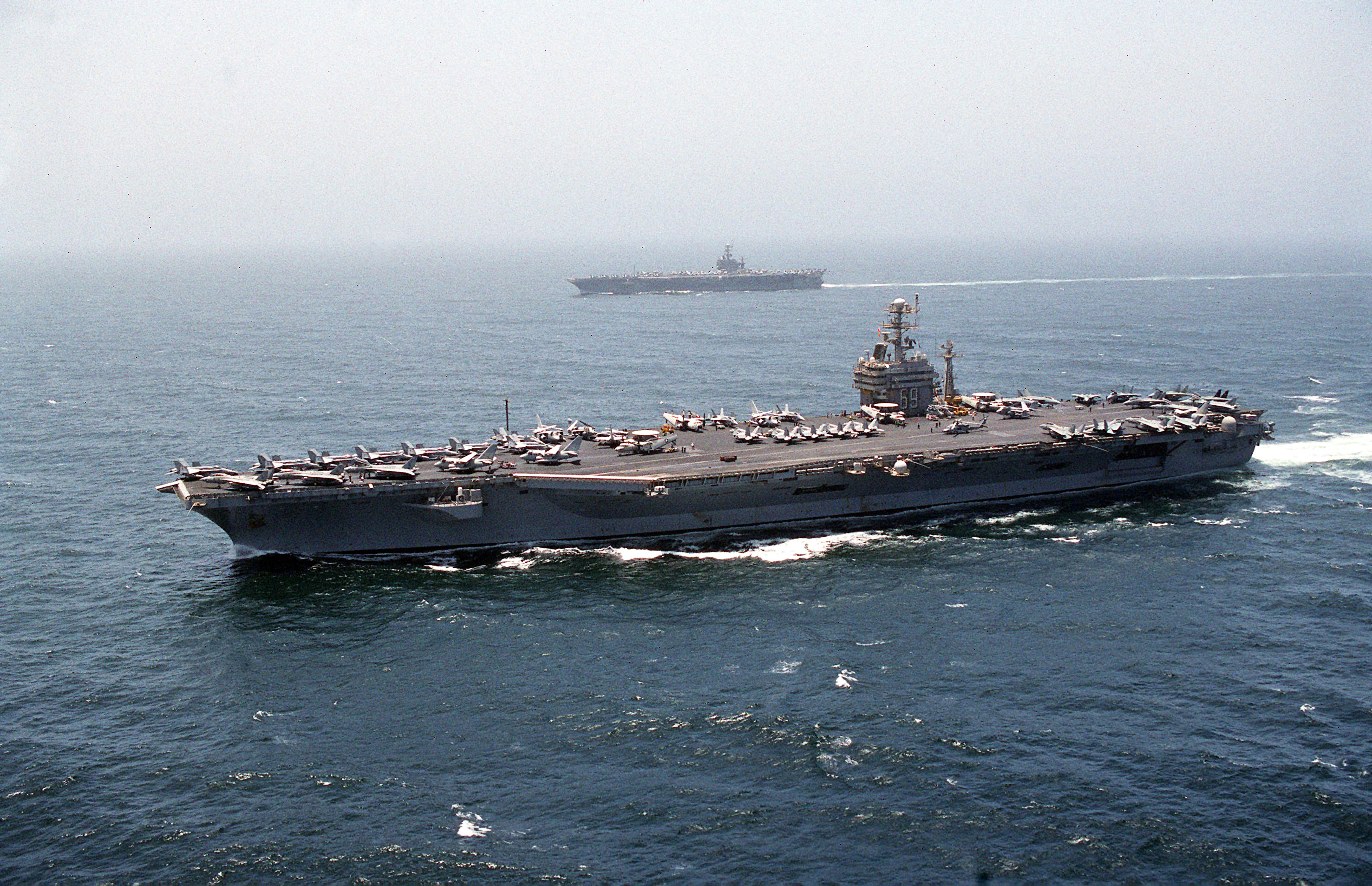
Portaerei classe Nimitz, le più potenti navi capitali correntemente in servizio

Quando gli Stati Uniti divennero una potenza militare nel primo decennio del XX secolo, la versione roosveltiana della diplomazia delle cannoniere, la politica del grosso bastone, venne parzialmente superata dalla diplomazia del dollaro: rimpiazzando il grosso bastone con la "carota succosa" degli investimenti privati statunitensi. Comunque, durante la sua presidenza, Woodrow Wilson ricorse alla convenzionale diplomazia delle cannoniere, per esempio durante l'occupazione statunitense di Veracruz durante la rivoluzione messicana nel 1914.

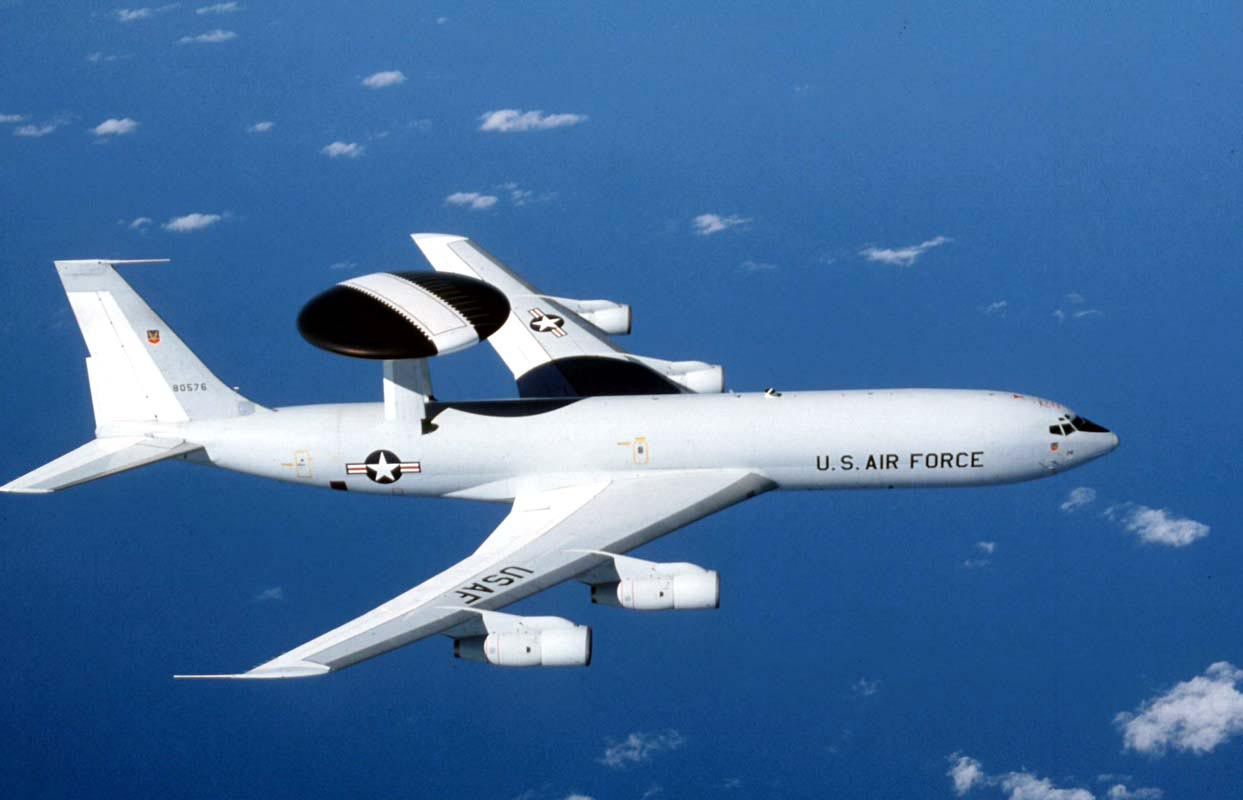
E-3 AWACS, aereo di sorveglianza spesso usato in forme moderne di diplomazia delle cannoniere

Dopo la guerra fredda la diplomazia delle cannoniere ha continuato a basarsi principalmente sull'uso di forze navali, grazie alla sopraffacente potenza militare della United States Navy. I governi statunitensi hanno frequentemente cambiato la posizione delle principali flotte per influenzare l'opinione in capitali straniere.

## Caratteristiche
L'efficacia di questa semplice dimostrazione della capacità di proiezione della forza di una nazione significava che le potenze navali, soprattutto il Regno Unito potevano stabilire basi militari (per esempio Diego Garcia) e stringere relazioni economiche favorevoli in tutto il mondo. Escludendo la conquista militare la diplomazia delle cannoniere fu il modo dominante per ottenere nuovi partner commerciali, avamposti coloniali ed espandere l'impero.
Chi non possedeva le risorse e gli avanzamenti tecnologici degli imperi europei scoprì che le loro relazioni venivano rapidamente smantellate quando sottoposte a queste pressioni e venivano pertanto a dipendere dalle nazioni imperialiste per l'accesso alle materie prime e ai mercati d'oltremare.
Il diplomatico e studioso navale britannico James Cable spiegò la natura della diplomazia delle cannoniere in una serie di lavori pubblicati tra il 1971 e il 1994. In questi definì il fenomeno come «l'uso della forza o la sua minaccia da parte di una limitata forza navale, eccetto che come atto di guerra, con lo scopo di assicurarsi vantaggi o evitare perdite, nel perseguimento di una disputa internazionale o altrimenti contro nazioni straniere all'interno del loro proprio territorio o giurisdizione nazionale» Divide ulteriormente il concetto in quattro aree chiave:
- "Definitive Force": l'uso della diplomazia delle cannoniere per creare o rimuovere un fatto compiuto.
- "Purposeful Force": applicazione della forza navale per cambiare la politica o il comportamento del gruppo o governo bersaglio.
- "Catalytic Force": un meccanismo progettato per guadagnare tempo o offrire ai politici un numero maggiore di opzioni.
- "Expressive Force": l'uso delle marine per mandare un messaggio politico - questo aspetto viene sottovalutato e quasi ignorato da Cable.

La diplomazia delle cannoniere contrasterebbe tuttavia con le opinioni del XVIII secolo influenzate dal lavoro di Hugo Grotius, De Jure Belli ac Pacis, nel quale limitava il diritto di ricorrere alla forza in quello che descriveva come "temperamenta".

## Casistica storica

### XVIII secolo
- Visita di George Anson a Canton (1741)[4]

### XIX secolo
- Seconda guerra barbaresca (1815)
- Guerre dell'oppio (la prima nel 1839-1842, la seconda dal 1856-1860)
- Caso Don Pacifico (1850)
- Seconda guerra anglo-birmana (1852-1853)
- Fine dell'isolamento Giapponese a opera del commodoro Matthew C. Perry (1853–54)
- Guerra anglo-zanzibariana. Il conflitto durò appena 38 minuti ed è considerato la guerra più breve della storia (1894)

### XX secolo
- Crisi venezuelana (1902-03)
- Separazione del Panama dalla Colombia
- Great White Fleet (1907)
- Crisi di Agadir (1911)
- Occupazione statunitense di Veracruz (1914)
- Intervento alleato nella rivoluzione russa (1918-20)
- Intervento in Siberia (1918-20)
- Prima crisi dello stretto di Taiwan (1954-55)
- Seconda crisi dello stretto di Taiwan (1958)
- Terza crisi dello stretto di Taiwan (1995–96)